# بوفيلينهيم
بوفيلينهيم (بالفرنسية: Bouvelinghem)‏ هي بلدية تقع في إقليم باد كاليه من منطقة نور با دو كاليه في شمال فرنسا. تبلغ مساحة هذه المدينة 6.28 (كم²)، وترتفع عن سطح البحر 175 م، يبلغ عدد سكانها 234 نسمة حسب إحصاء المعهد الوطني للإحصاء والدراسات الاقتصادية سنة 2009 م. وترأس Dominique Sénécat البلدية خلال فترة (2008-2014).